# Duke Ellington Plays Mary Poppins
Duke Ellington Plays Mary Poppins è un album discografico del musicista e compositore jazz Duke Ellington, inciso nel 1964 e pubblicato su etichetta Reprise Records nel 1965. L'album è costituito da brani della colonna sonora del film Mary Poppins, arrangiati da Ellington e Billy Strayhorn.

## Tracce
- Tutti i brani sono opera di Richard M. Sherman & Robert B. Sherman.

1. A Spoonful of Sugar - 3:13
2. Chim Chim Cher-ee - 2:52
3. Feed the Birds - 3:42
4. Let's Go Fly a Kite - 2:31
5. Stay Awake - 2:28
6. I Love to Laugh - 2:29
7. Jolly Holiday - 3:04
8. Sister Suffragette - 3:05
9. The Perfect Nanny - 4:09
10. Step in Time - 2:46
11. The Life I Lead - 3:43
12. Supercalifragilisticexpialidocious - 2:27

## Formazione
- Duke Ellington – pianoforte
- Cat Anderson, Herb Jones, Cootie Williams, Nat Woodard - tromba
- Lawrence Brown, Buster Cooper - trombone
- Chuck Connors - trombone basso
- Jimmy Hamilton - clarinetto, sax tenore
- Johnny Hodges - sax alto
- Russell Procope - sax alto, clarinetto
- Paul Gonsalves, Eddie Johnson - sax tenore
- Harry Carney - sax baritono
- John Lamb - contrabbasso
- Sam Woodyard - batteria